# Jean-Baptiste Fischer
Pour les articles homonymes, voir Fischer.
Jean-Baptiste Fischer, également connu sous le nom de Jean Fischer, né le 30 mars 1867 à Brunstatt et décédé le 15 mars 1935 à Cachan, est un ancien coureur cycliste français, surnommé le grimpeur. Il a notamment participé au premier Tour de France, en 1903, se classant cinquième de l'épreuve.

## Biographie
Né le 30 mars 1867 à Brunstatt, en Alsace, Jean Fischer commence sa carrière de cycliste professionnel sur route en 1899, année lors de laquelle il se classe 10e de Paris-Roubaix. Il remporte son principal succès en 1901 avec une victoire sur Paris-Tours. Coureur régulier, il se place souvent parmi les premiers d'épreuves renommées, comme sur Bordeaux-Paris 1901, où il se classe 3e, ou sur Toulouse-Luchon-Toulouse, dont il prend la 2e place la même année.  Il a remporté notamment Paris-Tours en 1901.
En 1903, il s'engage sur le premier Tour de France, dont il est l'une des têtes d'affiche. Il se distingue notamment dans la 2e étape entre Lyon et Marseille en attaquant dès les premiers kilomètres. Il arrive en tête au contrôle fixe de Saint-Étienne mais paye ses efforts dans la montée du col de la République. Il se classe finalement 11e, à plus de deux heures du vainqueur du jour, Hippolyte Aucouturier. Il fait preuve d'une belle régularité tout au long de cette première Grande Boucle : 4e à Paris, 5e à Lyon, 6e à Bordeaux, 7e à Toulouse et Nantes. Il prend la 5e place du classement général final, son meilleur résultat sur le Tour puisque lors de sa deuxième participation, en 1905, il abandonne dans la onzième et dernière étape.
Jean Fischer est connu pour être un coureur avenant et jovial, proposant régulièrement une série d'anecdotes aux journalistes qui l'entretiennent. En 1898, alors qu'il participe aux 72 heures de Paris, sur le vélodrome du Parc des Princes, il se hisse en haut d'un arbre à l'issue de la course, ce qui lui vaut d'être surnommé « le grimpeur ».

## Palmarès
- 1899
  - 10e de Paris-Roubaix
- 1901
  - Paris-Tours
  - 2e de Toulouse-Luchon-Toulouse
  - 3e de Bordeaux-Paris
  - 3e de Bruxelles-Roubaix
  - 7e de Paris-Roubaix
- 1902
  - 3e du Bol d'or
  - 6e de Paris-Roubaix
- 1903
  - 5e du Tour de France
  - 6e de Paris-Roubaix

## Résultats sur le Tour de France
2 participations
- 1903 : 5e
- 1905 : abandon (11e étape)